# سفارة غينيا في واشنطن العاصمة

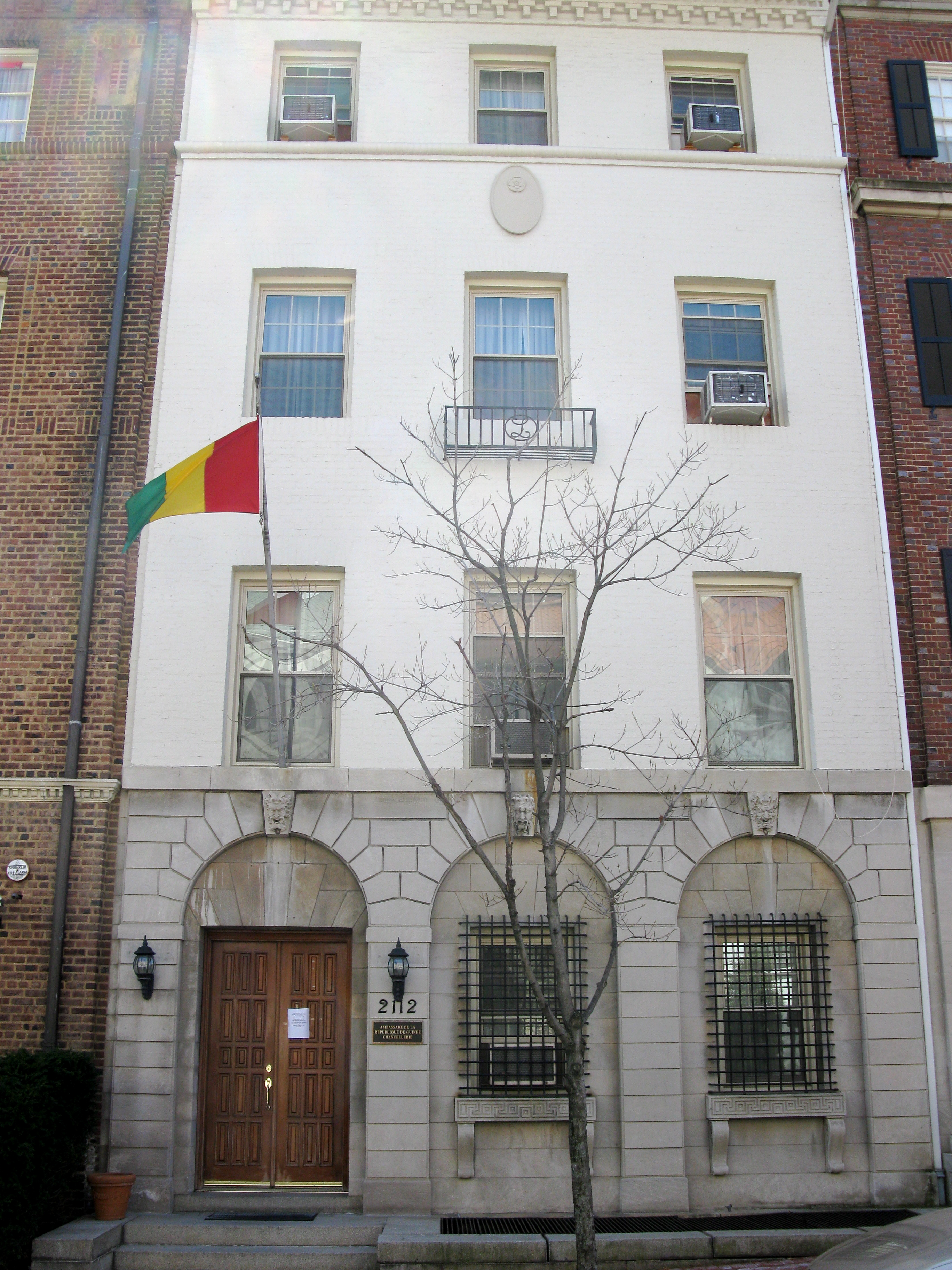
سفارة غينيا

سفارة غينيا في واشنطن العاصمة هي بعثة دبلوماسية من غينيا إلى الولايات المتحدة.تقع في 2112 ليروي بلاس، شمال غرب واشنطن العاصمة، في حي كالوراما.
السفير هو بليز شريف.

## وصلات خارجية
- ويكيمابيا